# Jájome Bajo
Jájome Bajo es un barrio ubicado en el municipio de Cayey en el estado libre asociado de Puerto Rico. En el Censo de 2010 tenía una población de 519 habitantes y una densidad poblacional de 57,7 personas por km².

## Geografía
Jájome Bajo se encuentra ubicado en las coordenadas 18°4′6″N 66°10′23″O / 18.06833, -66.17306. Según la Oficina del Censo de los Estados Unidos, Jájome Bajo tiene una superficie total de 9 km², que corresponden a tierra firme.

## Demografía
Según el censo de 2010, había 519 personas residiendo en Jájome Bajo. La densidad de población era de 57,7 hab./km². De los 519 habitantes, Jájome Bajo estaba compuesto por el 76.3% blancos, el 10.4% eran afroamericanos, el 0.96% eran amerindios, el 6.36% eran de otras razas y el 5.97% pertenecían a dos o más razas. Del total de la población el 100% eran hispanos o latinos de cualquier raza.